# ジーン・ハーショルト友愛賞
ジーン・ハーショルト友愛賞（人道賞とも）（Jean Hersholt Humanitarian Award）はアカデミー賞の賞の一つで、長年にわたり、映画業界全体の発展に顕著な功績のあった人物に対して贈られる賞である。通常のアカデミー賞とは異なり、映画芸術科学アカデミー（Academy of Motion Picture Arts and Sciences、AMPAS）の理事会員がノミネーションと投票を行う。
デンマーク出身の俳優で、映画界の人に援助を差し延べる映画救済基金の会長を18年務めたジーン・ハーショルトに因んで名づけられた。また彼は1945年から1949年までのあいだAMPASの会長も務めていた。受賞者には通常の賞と同じくオスカー像が贈られる。第84回アカデミー賞までに34名が受賞し、そのうち2名が死後受賞であった。

## 受賞者
- 1956年（第29回） Y・フランク・フリーマン: パラマウント映画の重役
- 1957年（第30回） サミュエル・ゴールドウィン: プロデューサー
- 1959年（第32回） ボブ・ホープ: コメディアン
- 1960年（第33回） ソル・レッサー（英語版）: プロデューサー
- 1961年（第34回） ジョージ・シートン: 映画監督
- 1962年（第35回） スティーヴ・ブロイディ（英語版）: プロデューサー、モノグラム・ピクチャーズの元社長
- 1965年（第38回） エドモンド・L・デパティー（英語版）: ワーナー・ブラザースの当時副社長
- 1966年（第39回） ジョージ・バグノール
- 1967年（第40回） グレゴリー・ペック:　男優
- 1968年（第41回） マーサ・レイ: 女優
- 1969年（第42回） ジョージ・ジェッセル: 男優
- 1970年（第43回） フランク・シナトラ: 歌手・俳優
- 1972年（第45回） ロザリンド・ラッセル: 女優
- 1973年（第46回） ルー・ワッサーマン: ミュージック・コーポレーション・オブ・アメリカ（MCA）の元CEO
- 1974年（第47回） アーサー・クリム（英語版）: ユナイテッド・アーティスツおよびオライオン・ピクチャーズの元会長
- 1975年（第48回） ジュールス・C・スタイン（英語版）: MCAの創立者
- 1977年（第50回） チャールトン・ヘストン: 男優
- 1978年（第51回） レオ・ジャフェ（英語版）: コロンビア ピクチャーズの元CEO
- 1979年（第52回） ロバート・ベンジャミン（英語版）†: 1950年代のユナイテッド・アーティスツ建て直しの功労者
- 1981年（第54回） ダニー・ケイ: 男優
- 1982年（第55回） ウォルター・M・ミリッシュ: プロデューサー
- 1983年（第56回） M・J・フランコヴィッチ（英語版）: プロデューサー
- 1984年（第57回） デヴィッド・L・ウォルパー（英語版）: プロデューサー
- 1985年（第58回） チャールズ・ロジャーズ（英語版）: 男優・ミュージシャン
- 1989年（第62回） ハワード・W・コッチ（英語版）: 映画監督・プロデューサー
- 1992年（第65回） オードリー・ヘプバーン†、エリザベス・テイラー: いずれも女優
- 1993年（第66回） ポール・ニューマン: 男優
- 1994年（第67回） クインシー・ジョーンズ: 音楽プロデューサー・作曲家
- 2001年（第74回） アーサー・ヒラー: カナダの映画監督
- 2004年（第77回） ロジャー・メイアー: 映画会社経営者
- 2006年（第79回） シェリー・ランシング（英語版）: パラマウント映画の元女性CEO
- 2008年（第81回） ジェリー・ルイス: 男優
- 2011年（第84回） オプラ・ウィンフリー: 女優・司会者
- 2012年（第85回） ジェフリー・カッツェンバーグ[1]
- 2013年（第86回） アンジェリーナ・ジョリー:女優
- 2014年（第87回） ハリー・ベラフォンテ
- 2015年（第88回） デビー・レイノルズ
- 2019年（第92回） ジーナ・デイヴィス
- 2020年（第93回）[3] タイラー・ペリー、映画・テレビ基金（MPTF）
- 2021年（第94回） ダニー・グローヴァー[4]
- 2022年（第95回） マイケル・J・フォックス[5]
- 2023年（第96回） ミシェル・サター（英語版）[6]
- 2024年（第97回）リチャード・カーティス[7]
- 2025年（第98回）ドリー・パートン[8]

備考: †は死後受賞者